# Kazumasa Hirai
Kazumasa Hirai (平井 一正, Hirai Kazumasa), né le 21 novembre 1949, est un haltérophile japonais. 

## Palmarès

### Jeux olympiques
- Médaille d'argent en -60 kg aux Jeux de 1976 à Montréal (Canada)[1]